# Маргіані Автандил Антонович
Автандил Антонович Маргіані (24 грудня 1945, село Мулахі, Местійський район, Грузинська РСР, СРСР) — грузинський радянський політичний діяч, 1-й секретар ЦК КП Грузії. Депутат Верховної ради Грузії.

## Життєпис
Трудову діяльність розпочав у 1960 році робітником Местійського районного комбінату місцевої промисловості, пізніше працював робітником тбіліського пивзаводу № 3, робітником у середній школі Местійського району та на станції озеленення у Тбілісі.
У 1973—1978 роках — заступник начальника холодильника, бригадир, слюсар, головний механік комбінату «Ельбрус»; інженер-механік, в. о. начальника виробництва виробничого об'єднання «Грузрибпром» у Тбілісі. Член КПРС з 1977 року.
У 1978—1979 роках — начальник дільниці, інженер управління Закавказького нафтопроводу в Ґардабанському районі Грузинської РСР.
З 1979 року — на партійній роботі. Був інструктором, завідувачем відділу Ґардабанського районного комітету КП Грузії (1979—1983).
У 1980 році закінчив Грузинський політехнічний інститут.
У 1983—1986 роках — директор Руставського племінного свинарського радгоспу. З 1986 по 1987 рік — директор Нагебського тваринницького радгоспу Грузинської РСР.
У 1987—1990 роках — директор комплексу з відгодовування худоби в Ґардабанському районі Грузинської РСР.
З травня до грудня 1990 року — перший секретар Ґардабанського районного комітету КП Грузії, голова Ґардабанської районної ради народних депутатів.
З 7 грудня 1990 до 19 лютого 1991 року — 1-й секретар ЦК Комуністичної партії Грузії.
Після легалізації багатопартійності заснував у Грузії партію «Демократичний союз».
У листопаді 1992 — вересні 1995 року — заступник прем'єр-міністра Республіки Грузія. Одночасно був депутатом Парламенту Грузії.
У листопаді 2013 року брав участь як кандидат у виборчій кампанії за пост президента Грузії, висунутий ініціативною групою виборців, підтриманий політичною спілкою «Єдина Грузія» та громадською організацією «Союз росіян Грузії». Основою його передвиборчої програми стали гасла якнайшвидшої нормалізації відносин з Росією, культурної реінтеграції з абхазьким та осетинським народами, а також відновлення соціальної справедливості в самій Грузії, допомога ошуканим вкладникам та загальне оздоровлення економіки. Зайняв одне з останніх місць, отримавши менше 0,05 % голосів виборців.
Академік Академії національних та соціальних відносин Грузії.